# Nibionno
Nibionno (lombardul: Nibiònn) település Olaszországban, Lombardia régióban, Lecco megyében. Lakosainak száma 3571 fő (2023. január 1.). Nibionno Bulciago, Cassago Brianza, Costa Masnaga, Inverigo, Veduggio con Colzano és Lambrugo községekkel határos.

## Népesség
A település lakossága az elmúlt években az alábbi módon változott:
| Lakosok száma | 3722 | 3696 | 3571 |
|               | 2017 | 2018 | 2023 |